# Joos Lambrecht
Joos Lambrecht (Gent, ca. 1491 - Wesel, 1556/1557) oftewel Jodocus Lambertus of Josse Lambert, was een drukker, lettersnijder en taalkundige. Lambrecht wordt geprezen om de kwaliteit van zijn typografie. 
Hij was een schoolmeester en begon pas in 1536 te drukken.
Hij is bekend geworden door zijn Nederlandsche spellynghe (1550), dat een van de eerste boeken over de Nederlandse spelling is, en met zijn Naembouck van alle natuerlicken ende ongheschuumde Vlaemsche woorden, een puristisch Nederlands-Frans woordenboek (2e druk 1562).
In Nederlandsche spellynghe publiceert Lambrecht zijn eigen spelling, die heel dicht bij het fonetisch schrift staat. Lambrecht vond dan ook dat spelling en fonetisch schrift zo goed als hetzelfde zijn.
In 1553 verkocht hij zijn drukkerij en ging naar Wesel.

## Wetenswaardigheden
- Zij lijfspreuk was Cessent solita, dum meliora (Laten de traditionele werkwijzen ophouden, nu er betere zijn).[1]